# Musée Grohmann
Le Musée Grohmann (Grohmann Museum), situé au Milwaukee School of Engineering, est le foyer de la collection d'art la plus complète au monde consacrée à l'évolution du travail humain[réf. nécessaire].

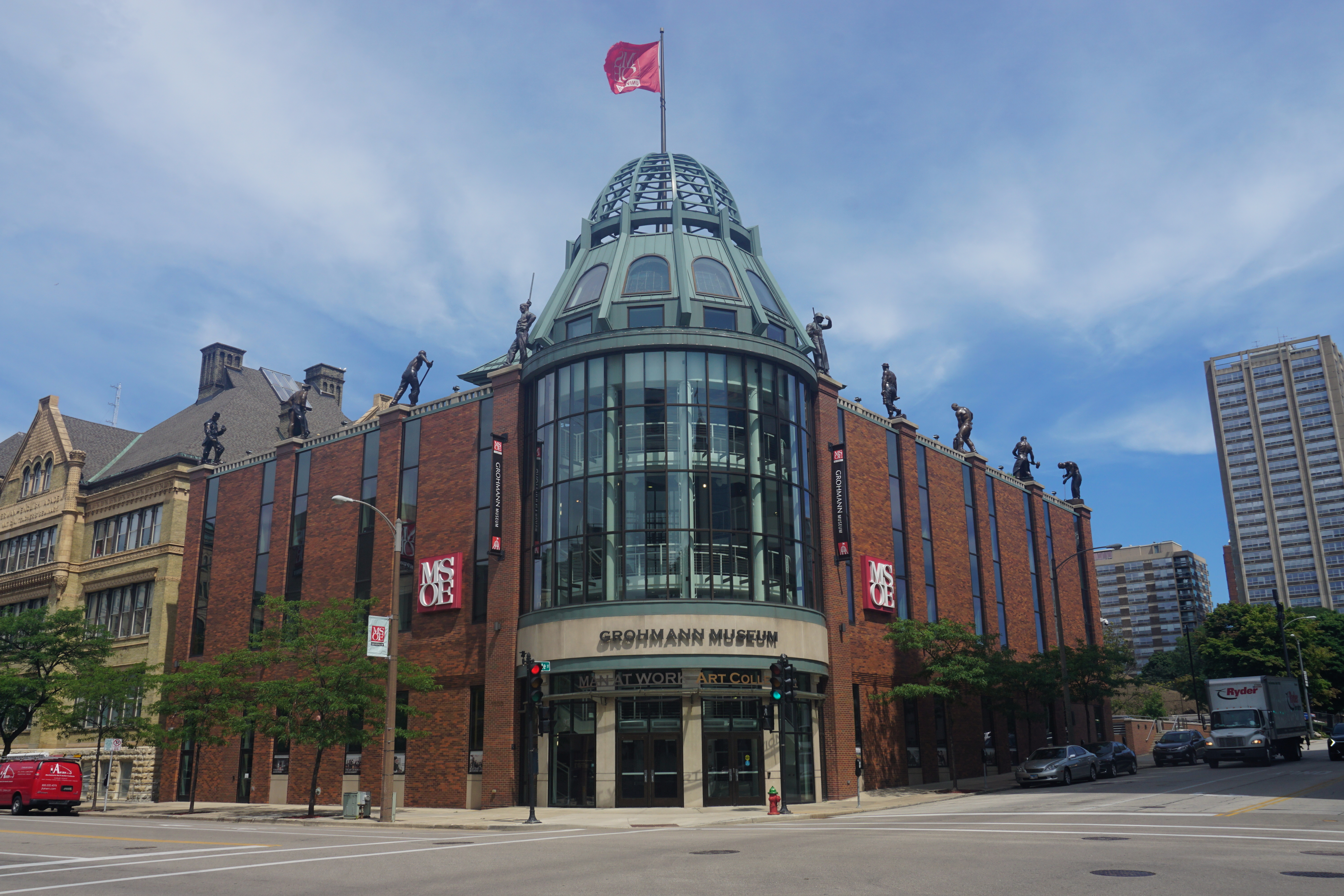
Musée Grohmann

Le musée a ouvert le 27 octobre 2007 et est situé au 1000 N. Broadway, Milwaukee, Wisconsin, États-Unis.